# 国際空港

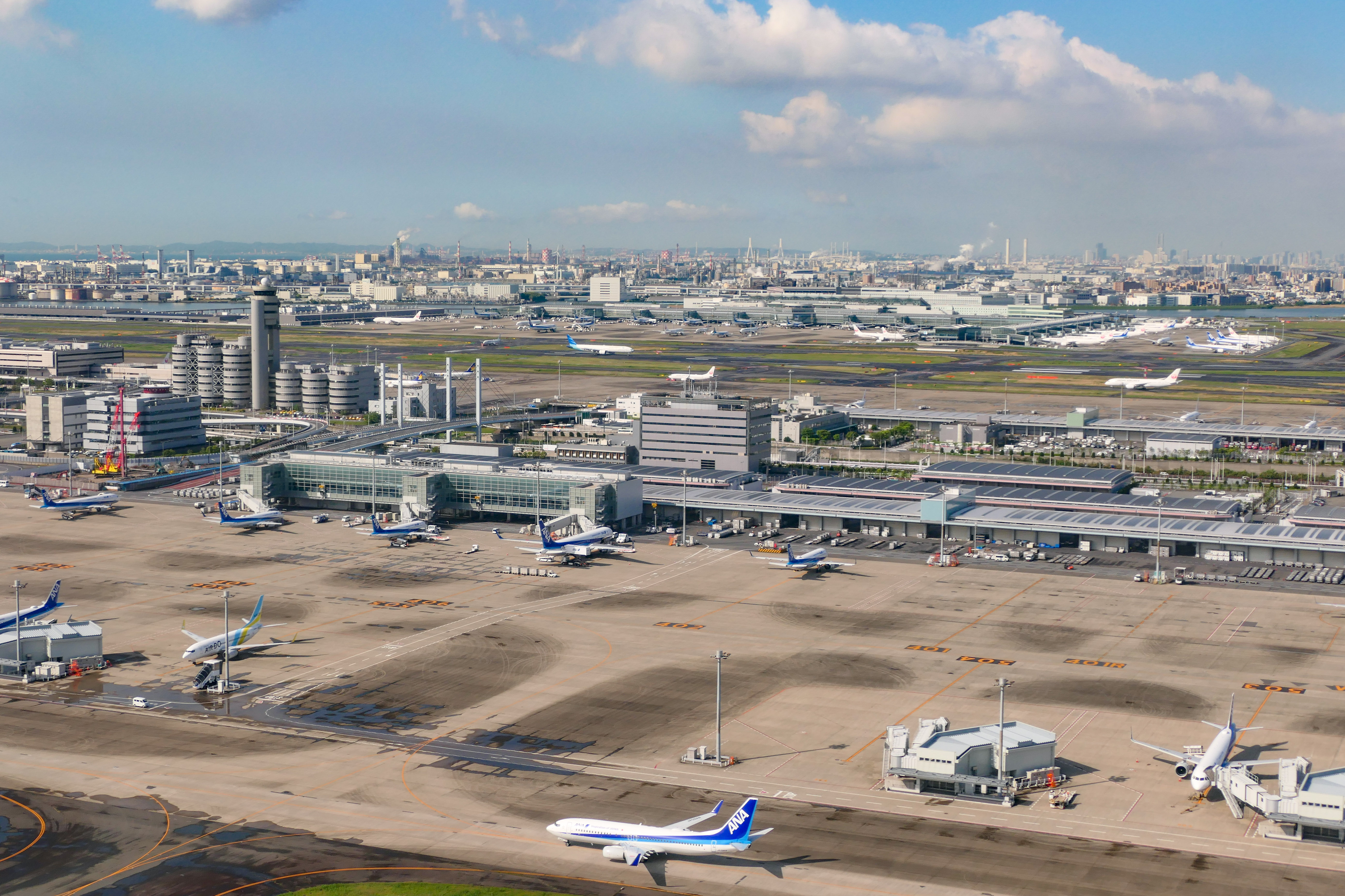
東京国際空港（羽田空港）

国際空港（こくさいくうこう、英: international airport）は、国際航空路線に対する設備が整っている空港。通常の空港設備以外にCIQ（税関、出入国管理、検疫）に関する設備が必要となる。

## 概要
国際空港は、一般の空港とは違い出入国管理設備のある空港である。そのため国際線の運航が可能である。
国際航空路線が就航している（CIQ設備がある）空港すべてが「○○国際空港」という名称であるわけではない。また、インカ・マンコ・カパック国際空港の様な国際空港の要件を満たしていても国際航空路線が就航していない空港も国際空港である。
例えば、ロンドン・ヒースロー空港の正式名称は、London Heathrow Airportであり、空港名に国際（International）の文字は含まれていない。

## 日本

### 名称
日本では、「○○国際空港」と称する空港は、1956年制定の空港整備法において国際航空路線に必要と定められた国際民間空港の「第一種空港」に指定されていた。これらには東京国際空港（羽田空港）・成田国際空港（成田空港）・関西国際空港（関西空港）・大阪国際空港（伊丹空港）・中部国際空港（セントレア）の5空港があった。これらは、正式名称（法令上の名称）の中に「国際空港」の名が入っている。

このうち羽田空港と伊丹空港はかつては国際線が多く就航していたが、航空需要逼迫により、羽田空港発着便は成田空港開港時に大半の路線が成田空港に移管した。ただし羽田空港では2010年以降の発着枠拡大に伴い、国際線が再び増加している。また、伊丹空港発着便は関西空港開港により1994年9月3日に国際線の運航は終了、翌4日からは全ての国際線が関西空港に移管され、税関や検疫などの施設も移転された。
現在の空港法（2008年6月18日空港整備法から改称）では、第4条で「国際航空輸送網又は国内航空輸送網の拠点となる空港」として、東京国際空港・成田国際空港・関西国際空港・中部国際空港の4つが指定されている。
最近では、仙台空港（仙台国際空港）や佐賀空港（九州佐賀国際空港）のように、愛称名に「国際空港」が入るケースがあり、前者は運営会社の名前にも入っている。また福岡空港の運営会社は福岡国際空港である。

### 国際線定期路線が就航する日本の空港
2019年現在、日本の空港ではほぼ大半の空港に国際線定期路線が就航、すなわちCIQ（税関、出入国管理、検疫）に関する設備を備えている。前述の5つの国際空港（現状は運用により4空港）以外の空港における国際線定期路線は、ほとんどが東アジア地域との便であり、その中でもソウル（仁川国際空港）との便が突出して多い。東アジア地域以外ではグアム、ホノルル、東南アジアが多く、これら以外の地域への定期便は（前述の5つの国際空港以外の空港では）わずかであり、例としては福岡空港や新千歳空港からヨーロッパ路線や東南アジア、南アジア路線が就航している。

## アメリカ
アメリカは世界で最も空港数の多い国であり、世界の繁忙400空港の約3分の2はアメリカにある。
連邦政府が管理する空港にロナルド・レーガン・ワシントン・ナショナル空港やワシントン・ダレス国際空港があったがワシントン空港局に業務を移している。

## イギリス
イギリスには2015年現在、127の空港があり、そのうち定期便が就航しているのは約50空港で、その他の空港や飛行場はチャーター便やビジネスジェット向けに利用されている。イギリスでは主要空港の運営は中央政府が直接行っていたが、航空需要の拡大や輸送技術の進展に対応するため、1965年に空港公団法が施行され英国空港公団（BAA）が設立された。
イギリスの国際空港はロンドン・ヒースロー空港が中心的な空港であり、ロンドン・ガトウィック空港やロンドン・スタンステッド空港などの国際空港がある。

## フランス
フランスには国際航空運送協会（IATA）に登録された商用航空機の登録空港が約190ある。
2016年の旅客数のランキングでは、パリ＝シャルル・ド・ゴール空港、パリ＝オルリー空港、ニース空港（コート・ダジュール空港）、リヨン空港（リヨン・サン＝テグジュペリ国際空港）の順になっている。

## 中国

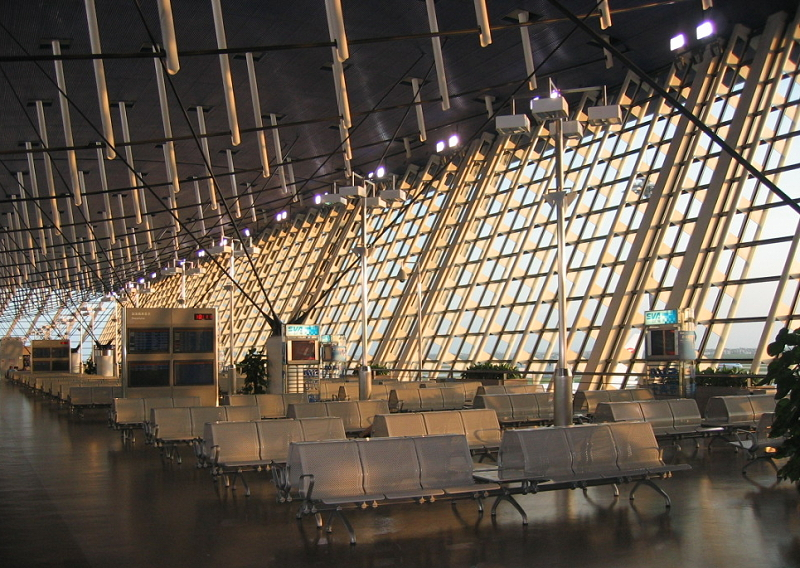
上海浦東国際空港

中国では中国民用航空局（CAAC）が民間航空行政を管轄していたが、1988年に行政機能と航空会社経営機能を分割し、後者は民間会社になった。
中国では国際空港を含む大空港の多くが漢字4文字で都市名と所在地名を組み合わせた名称が多い。北京首都国際空港のように命名には例外もある。

## 韓国
韓国では6つの主要な国際空港があり、日本からの直行便がある国際空港は、金浦国際空港（ソウル特別市）、仁川国際空港（仁川広域市）、金海国際空港（釜山広域市）、済州国際空港（済州特別自治道）で、韓国で比較的よく使われる国際空港は、大邱国際空港（大邱広域市）、清州国際空港（忠清北道清州市）である。2024年現在、運休中の国際空港は、襄陽国際空港（江原特別自治道襄陽郡）、発着回数の少ない国際空港は、務安国際空港（全羅南道務安郡）である。